# 코디 심프슨
코디 로버트 심프슨(Cody Robert Simpson, 1997년 1월 11일 ~ )은 오스트레일리아의 가수이다. 2010년에 싱글 "iYiYi"로 데뷔하였다.

## 생애
코디 심슨은 오스트레일리아, 퀸즐랜드주, 골드코스트에서 태어났다. 2009년, 퀸즐랜드 수영 대회에서 두 개의 금메달을 따기도 했다.
심슨은 2009년 여름부터 유튜브에 제이슨 므라즈의 "I'm Yours", "Cry Me a River", 저스틴 팀버레이크의 "Señorita", 잭슨 파이브의 "I Want You Back", 그리고 직접 쓴 "One"과 "Perfect"를 녹음하고 업로드하기 시작했다.